# Spaghettisquash
Spaghettisquash er et græskar af Cucurbita pepo var. fastigata inden for græskar-familien. Den er på størrelse med butternut squash og farven på skallen varierer fra elfenbenshvid til gul og orange. Midten er fyldt med spiselige kerner. Frugtkødet går fra gult til orange. I rå tilstand er frugtkødet fast, som man ser det hos andre græskar, men når det koges eller bages, bliver frugtkødet løst og skilles let i strimler, som minder om spaghetti. Man får de mest spaghettilignende strimler ved at skære græskaret over på midten og efter bagningen med en gaffel rive frugtkødet ud i cirkler, så man nærmest vandret river frugtkødet ud. 
Der er flere forskellige måder at tilberede spaghettisquash på. Det kan koges, bages, dampes og/eller varmes i en mikrobølgeovn. Det kan serveres med eller uden sovs og bruges som erstatning for pasta. Spaghettisquash kan krydses med almindelig squash. Planten af spaghettisquash fylder cirka en kvadratmeter og giver tre til fem squash. Planten kræver meget vand, sol og gødning. 